# Banjo-Kazooie
Banjo-Kazooie er et platform/adventure spil udviklet til Nintendo 64 konsollen.
Spillets hovedpersoner, Bjørnen Banjo og fuglen Kazooie skal gennem spillet løse en masse mindre puzzles indsamle diverse objekter såsom noder, honningkager, fjer m.m.
For til sidst at stå ansigt til ansigt med den grumme heks Gruntilda som har kidnappet Banjo's lillesøster Tooty.

## Persongalleri
- Banjo – Spillets hovedperson, en elskelig men noget forvirret bjørn.
- Kazooie – Banjos partner, en rød fugl med en skarp tunge.
- Mumbo Jumbo – En shaman som hjælper makkerparret ved at forvandle dem til diverse skabninger.
- Bottles – Banjos nabo. En lidt skræmt muldvarp med hinkestensbriller.
- Gruntilda Winkybunion – Spillets skurk. Hun ønsker sig evig ungdom.
- Klungo – Gruntildas tjener.
- Tooty – Banjos lillesøster.

| computerspil | Spire Denne computerspilsrelaterede artikel er en spire som bør udbygges. Du er velkommen til at hjælpe Wikipedia ved at udvide den. |